# 弗里塞爾 (堪薩斯州)
弗里塞爾（英語：Frizell）為一座位在美國堪薩斯州波尼縣的非建制地區。海拔高度619公尺（2,031英尺），聯邦資料處理標準代碼為20-24825，地名資訊系統編號為484751。

## 歷史
此社區的郵政局於1904年12月10日開設，持續到1933年12月30日裁撤為止。